# The Fable of the Throbbing Genius of a TankTown Who Was Encouraged by Her Folks Who Were Prominent
The Fable of the Throbbing Genius of a TankTown Who Was Encouraged by Her Folks Who Were Prominent è un cortometraggio muto del 1916 diretto da Richard Foster Baker. Il soggetto è tratto da una storia di George Ade.

## Produzione
Il film fu prodotto dalla Essanay Film Manufacturing Company.

## Distribuzione
Distribuito dalla General Film Company, il film - un cortometraggio di una bobina - uscì nelle sale cinematografiche USA il 28 ottobre 1916.